# Mariano Bellver
Mariano Bellver Utrera (Bilbao, 1926 - Sevilla, 23 de noviembre de 2018) fue un coleccionista de arte y mecenas español. Donó su colección de arte al Ayuntamiento de Sevilla. El conjunto se encuentra en el Museo Bellver, en el edificio conocido como "Casa Fabiola".

## Biografía
Cuando tenía doce años de edad, su familia se trasladó a Sevilla, donde realizó estudios de profesor mercantil y actuario de seguros, y residió toda su vida. Fue hasta su fallecimiento propietario del colegio concertado San Juan Bosco de Sevilla, situado en la conocida Calle Venecia, por dónde ha paseado a diario durante más de 50 años, sin faltar a “clase” ni un solo día. Todo aquel que conoció a Don Mariano, sabía que además de ser un millonario con clase, era un señor humilde que nunca dejó sus dos conocidas pasiones, la enseñanza y el arte. Por su escuela han pasado todo tipo de alumnos, algunos de ellos destacados en el mundo del arte y la música como el tenor lírico Elio Rafael Berenguer Hernández quien creció en la misma calle, y además es nieto del fallecido maestro de la Alta Costura Española Elio Berenguer Úbeda, mundialmente conocido como Elio Berhanyer 1929-2019). 
En la actualidad la propietaria de la escuela concertada es su viuda María Dolores Mejías Guerra, la cual siempre estuvo a su lado, y con quien ha vivido felizmente rodeado de arte sus años de vida en su palacete familiar en la Plaza del Museo de Sevilla. El cual a día de hoy se encuentra como el mismo dijo “solo”, al donar gran parte de su gran colección a la ciudad de Sevilla. 
Fue nieto del escultor Ricardo Bellver (1845-1924), quien fuera el autor en 1885 del relieve de la Asunción que se encuentra sobre la puerta del mismo nombre de la Catedral de Sevilla y del apostolado que la flanquea.
En 1960 se casó con María Dolores Mejías Guerra y, a partir de entonces, comenzó a adquirir obras de arte. Inicialmente se interesó por la pintura del Siglo de Oro, aunque pronto redescubrió las obras pictóricas olvidadas del romanticismo y el realismo del siglo XIX, centrando su interés en lienzos pertenecientes a la escuela sevillana de los siglos XIX y XX.
Era poseedor de una  colección de obras de arte integrada por más de trescientas pinturas, la mayoría obras costumbristas andaluzas del siglo XIX, que incluyen lienzos de pintores como Manuel García y Rodríguez, Valeriano Domínguez Bécquer, Ricardo López Cabrera, José García Ramos, Antonio Cabral Bejarano, José Pinelo Llull, José Gutiérrez de la Vega y Gonzalo Bilbao. A ello hay que sumar tallas, marfiles, cerámicas, relojes, muebles, belenes napolitanos y otros objetos de arte decorativo. Entre las últimas obras que se han integrado en la colección se encuentran cuadros de Pharamond Blanchard, José Pinelo Llull, Lafita y George Owen Wynne Apperley, que se corresponden con su afición a las obras de pintores tanto españoles como extranjeros que han tratado temas andaluces. El conjunto se conoce como Colección Bellver.
Culminando un proceso bastante largo de deliberaciones y negociaciones, la colección fue donada al Ayuntamiento de Sevilla para ser expuesta con carácter permanente. En noviembre de 2016, el Ayuntamiento de Sevilla anunció la compra de la Casa Fabiola, ubicada en el  barrio de San Bartolomé del distrito Casco Antiguo, para exponer la colección. La inauguración tuvo lugar el 11 de octubre de 2018, y apenas un mes después falleció Mariano Bellver.
Bellver donó obras a otras instituciones de la ciudad, entre ellas un retablo cerámico con la representación de la Virgen del Amparo que recibió la Hermandad de Nuestra Señora del Amparo de Sevilla, que tiene su sede en la iglesia de Santa María Magdalena.

## Reconocimientos
- El 13 de abril de 2010 Mariano Bellver y su esposa recibieron de la Real Academia de Bellas Artes de Santa Isabel de Hungría de Sevilla la medalla de oro de esta institución como reconocimiento a su labor.[5]

- Desde el 29 de marzo de 2017 es comendador con placa de la Orden de Alfonso X el Sabio.[6]

## Museo Bellver
El museo Bellver, denominado oficialmente "Casa Fabiola-Donación Mariano Bellver" mientras no obtenga la catalogación oficial de museo, es un espacio museístico en la ciudad de Sevilla que expone la colección de más de 500 obras de arte que Mariano Bellver donó al Ayuntamiento de Sevilla y en la que destaca la pintura costumbrista sevillana. Se encuentra situado en la denominada "Casa Fabiola", un reformado palacete del siglo XVI en el centro de la ciudad, y dispone de 13 salas expositivas. Su apertura oficial se realizó el 11 de octubre de 2018.
Es un conjunto homogéneo que abarca más de un siglo de pintura andaluza. Incluye obras de pintores españoles y de otros países que realizaron su actividad artística en Andalucía a lo largo del siglo XIX y primera parte del XX. Puede dividirse en 7 secciones para su mejor comprensión.